# Quintus Pomponius Rufus Marcellus
Quintus Pomponius Rufus Marcellus war ein im 1. und 2. Jahrhundert n. Chr. lebender Angehöriger des römischen Senatorenstandes. In den Arvalakten wird sein Name als Quintus Pomponius Marcellus angegeben.
Durch Militärdiplome, die z. T. auf den 5. April 121 datiert sind, ist belegt, dass Marcellus 121 zusammen mit Marcus Herennius Faustus Suffektkonsul war; die beiden übten ihr Amt von März bis April aus. Die beiden Konsuln sind auch in den Arvalakten für den 7. April 121 aufgeführt. Durch Inschriften ist nachgewiesen, dass er Statthalter (Proconsul) der Provinz Asia war; vermutlich war er im Amtsjahr 136/137 Statthalter.